# Else Flim
Else Flim (Zeist, 10 maart 1948) is een Nederlands schrijver, vertaler, dramaturg en theatermaker. 
Ze groeide op in haar geboorteplaats Zeist, begon met dagboekjes schrijven toen ze 8 jaar was en won op 10-jarige leeftijd een verhalenwedstrijd in het Algemeen Handelsblad. De foto die toen in de krant verscheen werd nagemaakt in 2015 voor de NRC-rubriek Opnieuw.

## Werk als programmamaker
Else Flim was in de jaren 1970 programmamaker Drama, Kunst- en Jeugdzaken bij de NCRV Televisie. Zij produceerde o.a. Swiebertje, Orimoa, Pommetje Horlepiep, een internationale film over de schilder George Hendrik Breitner, documentaires over schrijvers en dichters en een maandelijks boekenprogramma. Zij was ook eindredacteur/regisseur van informatieve en educatieve radioprogramma’s. 

## Werk als schrijver
Na haar werk bij de omroep debuteerde Flim in 1985 als romanschrijver bij uitgeverij Bert Bakker. Zij  werd lid van de Vereniging van Letterkundigen, die later Auteursbond werd genoemd. Bijna 20 jaar bekleedde ze daar een bestuursfunctie, onder andere secretaris van het Sociaal Fonds Auteurs. Zij schreef korte verhalen, gedichten, romans, kinderboeken en jeugdromans. Een belangrijk thema in haar werk is de Tweede Wereldoorlog - onder andere schreef zij over de razzia van Putten en de emotionele verwerking van een oorlogstrauma. In 2012 verscheen een heruitgave met toegevoegde hoofdstukken van de jeugdroman Putten - Niet zomaar een dorp en in 2013 de Duitse samenvatting Putten, Ein Dorf wie kein anderes.
Else Flim en Charles Dickens-acteur Aad Kok geven samen lezingen over o.a. de pré-cinema periode, leven en werk van Dickens en Charles Dickens en The Magic Lantern en de combinatie in het Dickenstheater Laren. Het artikel dat Flim en Kok schreven over de resultaten van hun onderzoek, het ontstaan van het Dickenstheater Laren, hun collectie glasplaten en de programmering werd in Engeland in twee delen gepubliceerd in het tijdschrift The Magic Lantern. Tijdens de internationale conferentie van The Dickens Fellowship in Portsmouth, in augustus 2024, was er een presentatie van dit onderzoek. De toverlantaarn en de collectie glasplaten, zullen t.z.t. worden geschonken aan het Charles Dickens Museum in Londen.
In 2016 verscheen bij Uitgeverij International Theatre&Film Books het vakboek Take 2, Effectieve communicatie in het maakproces van televisiedrama en film. Dit boek behandelt de (soms problematische) samenwerking tussen scenarioschrijver en dramaturg/scripteditor/creative producer. Take 2 werd door de selectiecommissie van de Louis Hartlooperorijs voor de Beste Filmpublicatie in 2017 op de longlist geplaatst.
Else Flim schreef voor de boekpublicatie van de Stichting Memorial Damslachtoffers 7 mei 1945 het verhaal In het hart van de stad. Het gaat over de oud-verzetsman Aad Oosterbeek die, als commandant van de verzetsgroep van De Nederlandsche Bank, de beschieting door de Duitse Kriegsmarine op de feestende menigte op de Dam op 7 mei 1945 beleefde.
In 2018 schreef Flim het artikel The two faces of Gabriel Grub voor het Engelse tijdschrift voor pré-cinema wetenschappers en performers The Magic Lantern. In voorbereiding van de donatie van haar schrijversarchief is in 2021 een portret van Else Flim opgenomen in de Nationale Schrijversgalerij van het Literatuurmuseum in Den Haag.
In 2021 redigeerde Else samen met Aad Kok een van haar boeken over de Tweede Wereldoorlog voor uitgave in de Verenigde Staten. Naast de redactie van de Engelse tekst schreven zij ook verklaringen van Duitse termen en toevoegingen, die voor de Amerikaanse lezer de oorlogssituaties in Nederland verduidelijken. In september 2021 is Something You Never Forget verschenen. Voor het Engelse tijdschrift The Magic Lantern schreef ze het artikel What’s in a name?
Een in Engeland gekochte set glasplaten met de vreemde titel: Is Marriage a Failure? zorgde voor nieuwsgierigheid. Onderzoek leidde tot verrassende resultaten over feminist en schrijver Mona Caird (1854-1932).
In 2024 is een begin gemaakt met het rubriceren en beschrijven van de inhoud van de ruim 20-jarige ansichtkaartencorrespondentie (1994-2015) van Heinz Polzer (1919-2015) alias Drs. P en Else Flim voor de biograaf Michèl de Jong. Deze ansichtkaartencollectie wordt geschonken aan het Literatuurmuseum.

## Werk als dramaturg / theatermaker
Aan de Universiteit van Utrecht behaalde ze de Master Film- en Televisiedramaturgie/Creative Development. Ze specialiseerde zich in scenario en dramaturgie voor animatiefilms. Voor haar afstudeerthesis (2006) deed zij onderzoek naar communicatieproblemen tijdens het creatieve maakproces. De titel luidt: Dramaturg en Scenarioschrijver: Een haat-liefdeverhouding of partners in woord en beeld? Ze ontwikkelde een communicatiemodel en een samenwerkingsconvenant van 10 regels, dat behulpzaam kan zijn bij het voorkomen of verminderen van conflictsituaties tussen de makers van een creatief product. Ze was als dramaturg betrokken bij The Making of NOS Jeugdjournaal, van negen korte films die samen één film vormen (2008), naar een idee en regie van Tanja Kok en Jeske Souverein. Samen met jonge animatoren schreef ze scenario’s voor animatiefilms en begeleidde ze afstudeerscripties en - films.
Else Flim werd in 2008 gevraagd als gastdocent Dramaturgie aan de Universiteit van Utrecht. Sinds 2011 heeft ze voor de theaterproducties Dickens in het licht van de toverlantaarn originele teksten van Charles Dickens vertaald en voor theater bewerkt. Het Dickenstheater Laren won in oktober 2016 de Research Award van The Magic Lantern Society USA & Canada voor hun optredens en lezing op de internationale conventie in New Orleans.